# Abies grandis
Abies grandis (ялиця велетенська, англ. grand fir, фр. sapin grandissime) — вид ялиць родини соснових.

## Поширення, екологія
Країни поширення: Канада (Британська Колумбія); Сполучені Штати Америки (Каліфорнія, Айдахо, Монтана, Орегон, Вашингтон). Надає перевагу низинним прибережним районам Тихоокеанського північного заходу, але зустрічається також у Каскадних Горах і північних Скелястих Горах. Росте від близько рівня моря до ≈ 1800 м над рівнем моря, на різних ґрунтах, отриманих з гранітного або базальтового каменю, кращий розвиток проходить на алювіальних ґрунтах з відносно високими ґрунтовими водами. На тихоокеанському північному заході клімат волого-морський, з річною кількістю опадів від найнижче 500 мм до 2500 мм. У височині зима сніжна та холодна, там кількість опадів коливається від 500 мм до 1250 мм. Росте у чистих насадженнях в деяких районах в Айдахо, але зазвичай змішується з Pseudotsuga menziesii, Abies amabilis, Picea sitchensis, Calocedrus decurrens, Thuja plicata, Tsuga heterophylla чи Larix occidentalis а також широколистими деревами, наприклад, Acer macrophyllum, Alnus rubra (вздовж струмків) і Fraxinus latifolia, в той час як чагарниковий ярус утворений з Acer circinatum в прибережних районах і Amelanchier alnifolia та Rosa на континенті.

## Опис
Дерево до 75 м у висоту і 155 см діаметра. Крона конічна. Кора сіра, від тонкої до товстої, з віком стає коричневою, часто з червонуватим перидермом видимим в борознах. Гілки повислі. Бруньки фіолетові, зелені або коричневі, кулясті, малі до помірно великих, смолисті, вершини круглі. Листя розміром (1)2–6 см × 1.5–2.5 мм; запах гострий; верхня поверхня блискуча від світло- до темно-зеленого кольору, вершина з чітким зубчиком (рідко округла). Пилкові шишки блакитно-червоні, фіолетові, помаранчеві, жовті, або зеленуваті. Насіннєві шишки циліндричні, розміром (5)6–7(12) × 3–3,5 см, світло-зелені, темно-сині, темно-фіолетові або сірі, сидячі, вершина округла. Насіння 6–8 × 3–4 мм, тіло буре; крило в близько 1,5 рази довше тіла, буре з рожевим відтінком. 2n = 24.
Найбільший об'єм: Висота 77 м, діаметр 185 см, об'єм 68,3 м3, Національний Олімпійський Варк, штат Вашингтон (Ван Пелт 1996).

Найбільший діаметр: Висота 75,0 м, діаметр 220 см; біля річки англ. Chilliwack, Британська Колумбія (Роберт Ван Пелт 1998).

Найвище: висота 81,4 м, діаметр 158 см, об'єм 53,0 м3 в 1993 році; Льодовий Пік, штат Вашингтон (Ван Пелт 1996).

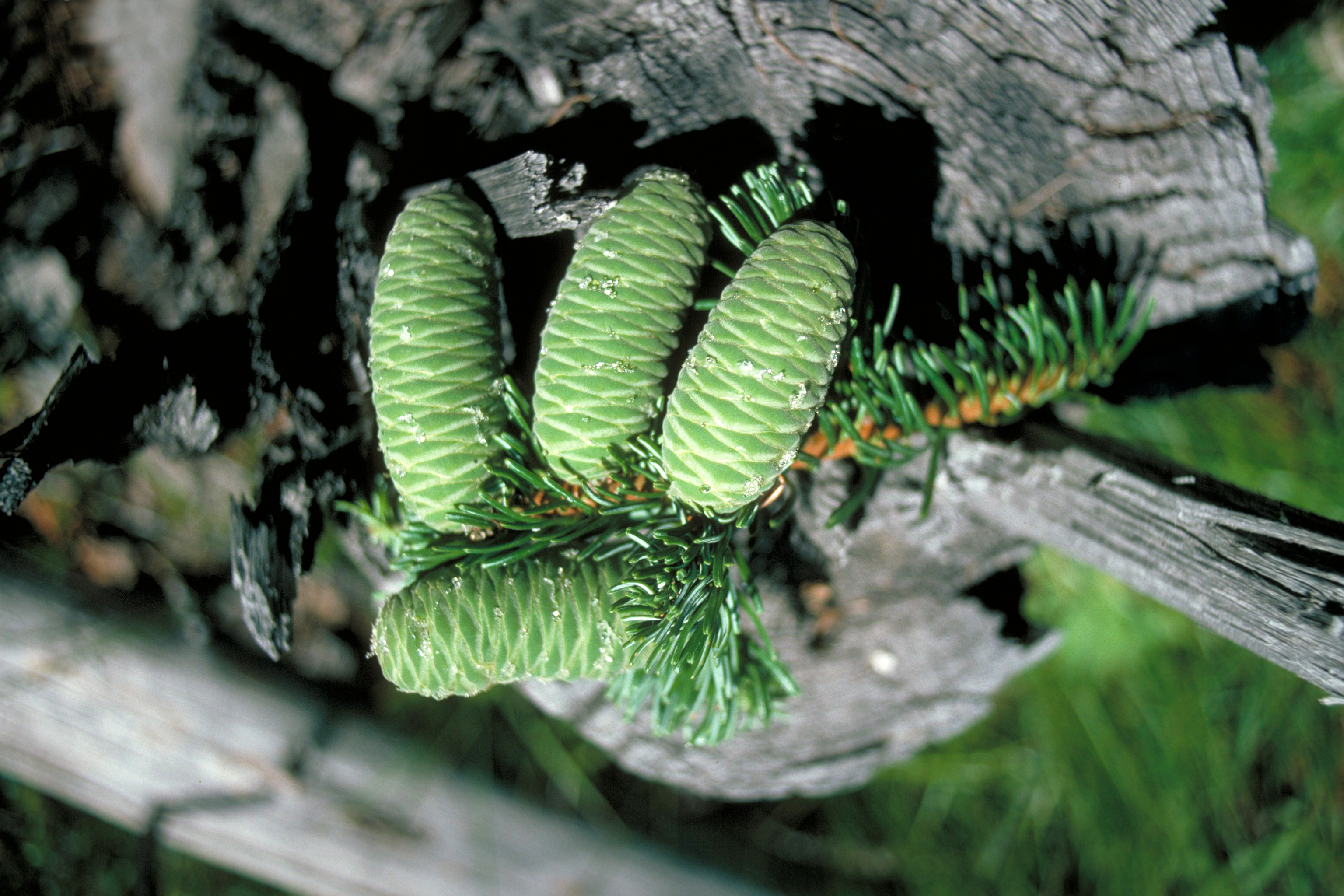
Шишки
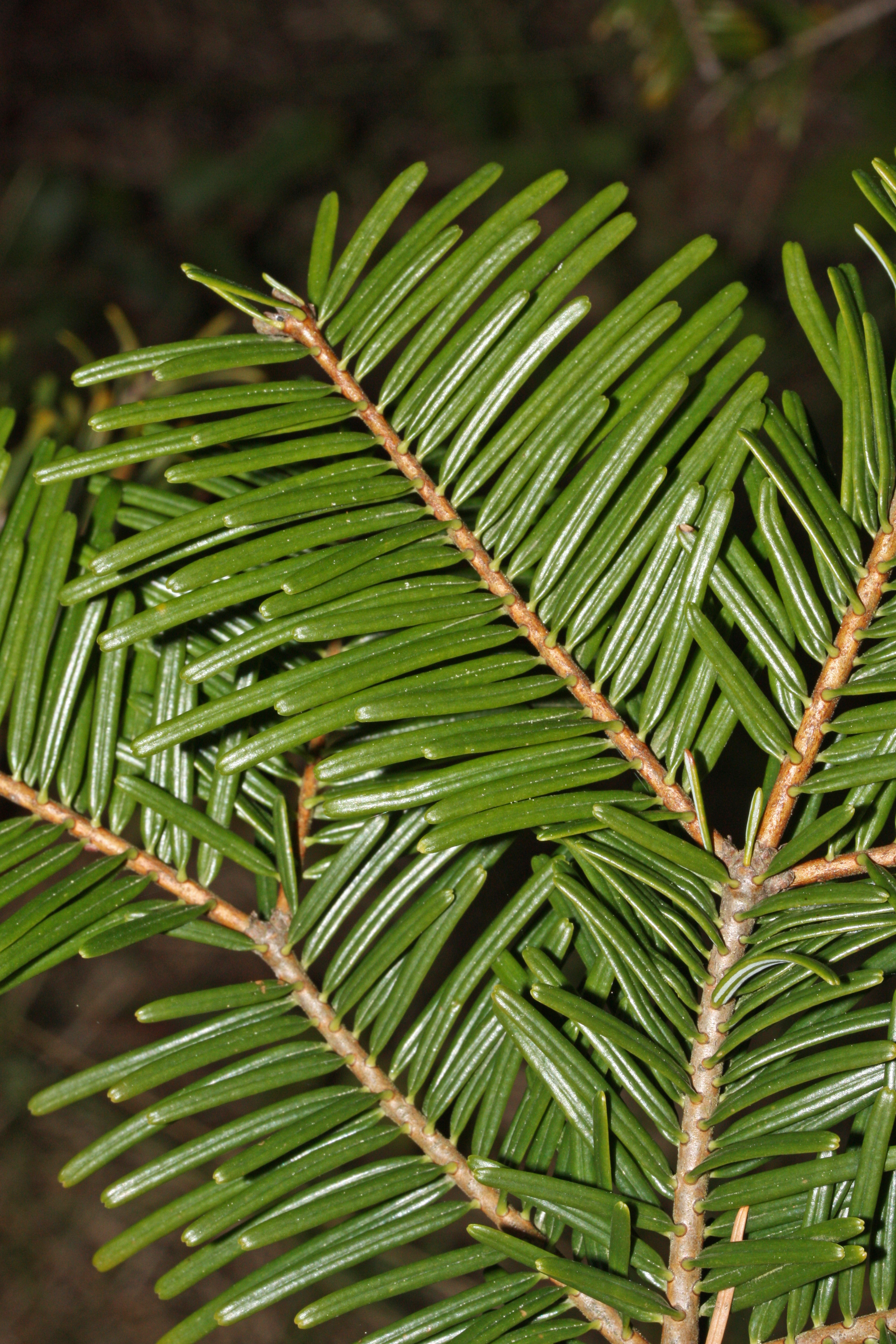
Листя зверху
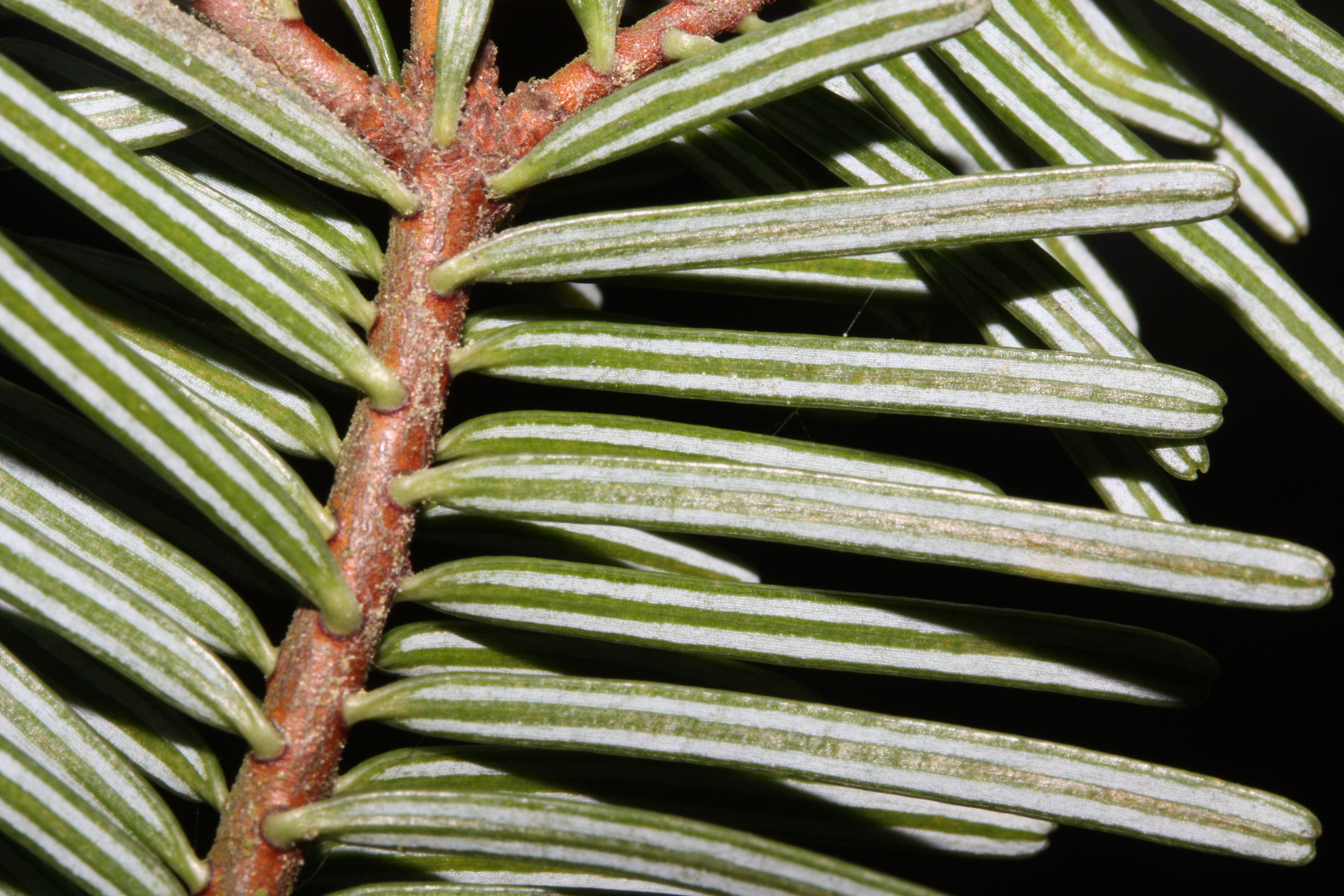
Листя знизу
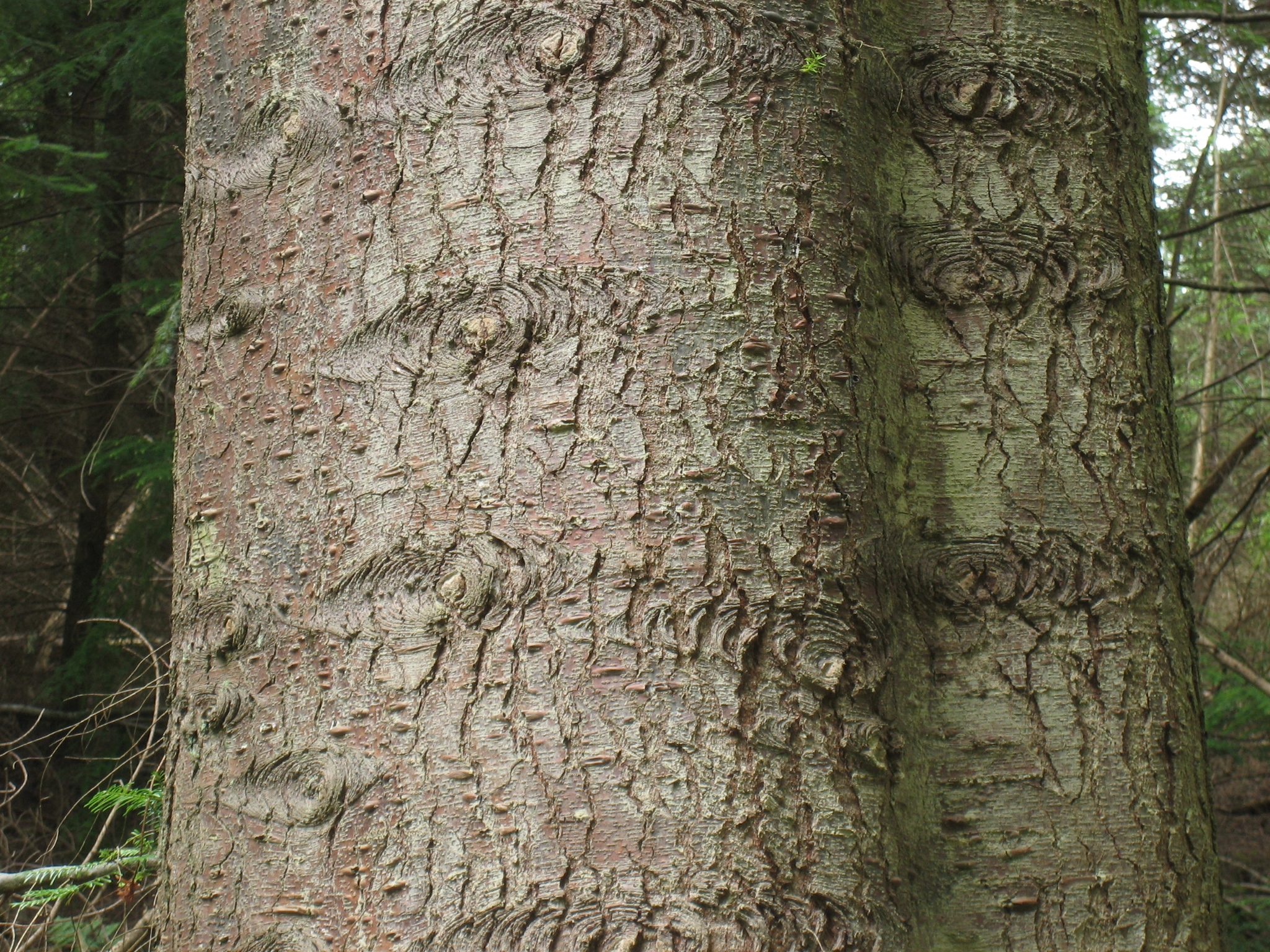
Стовбур
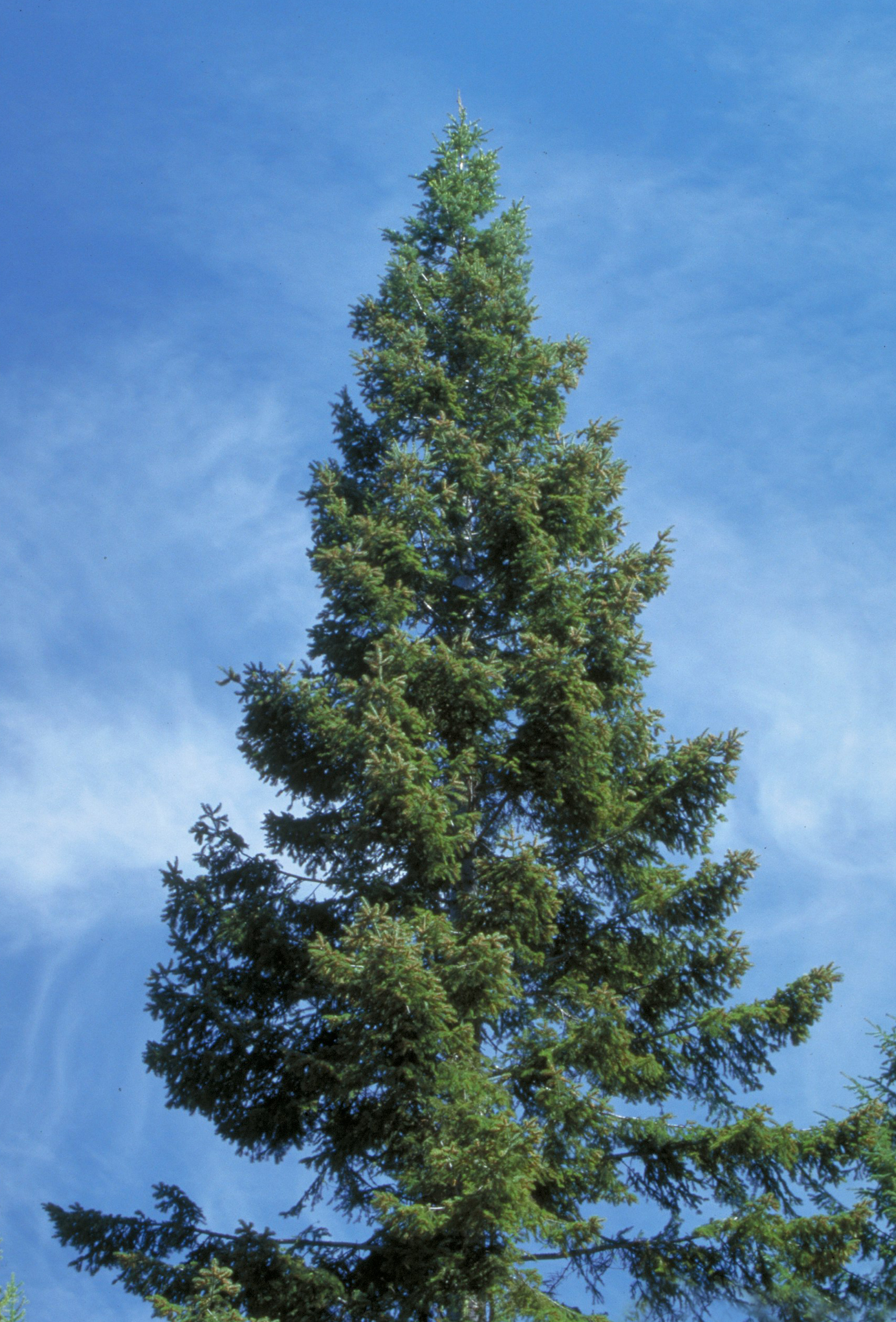
Дерево

## Використання
Швидке зростання і великий розмір роблять цей вид важливим джерелом деревини. Деревина м'яка і біла. На тихоокеанському північному заході молоді дерева цінуються як різдвяні ялинки, тому що вони, як правило, ростуть дуже симетрично і мають блискуче зелене листя. Ялицю велетенську зазвичай вирощують у великих садах і міських парках.

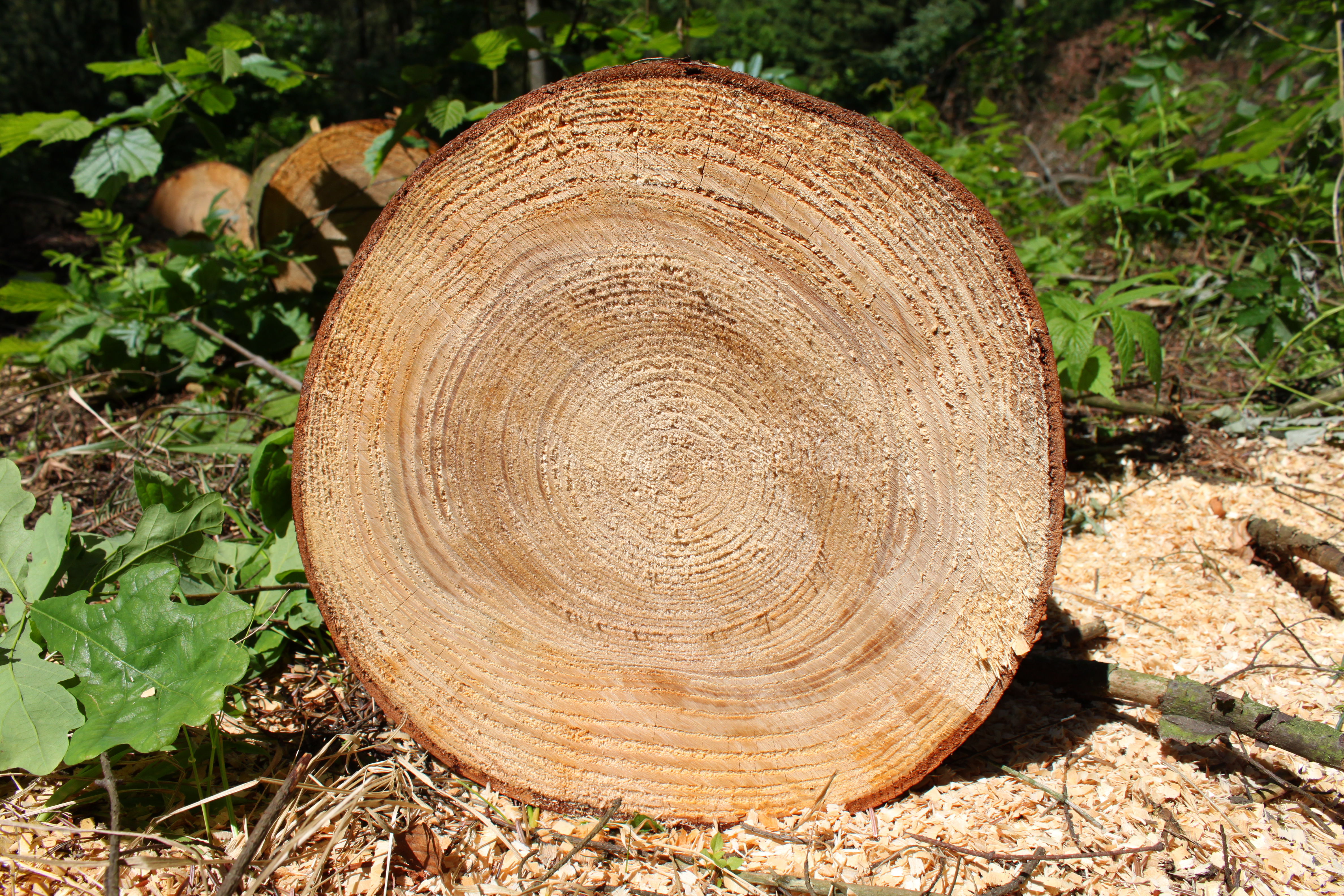
Деревина
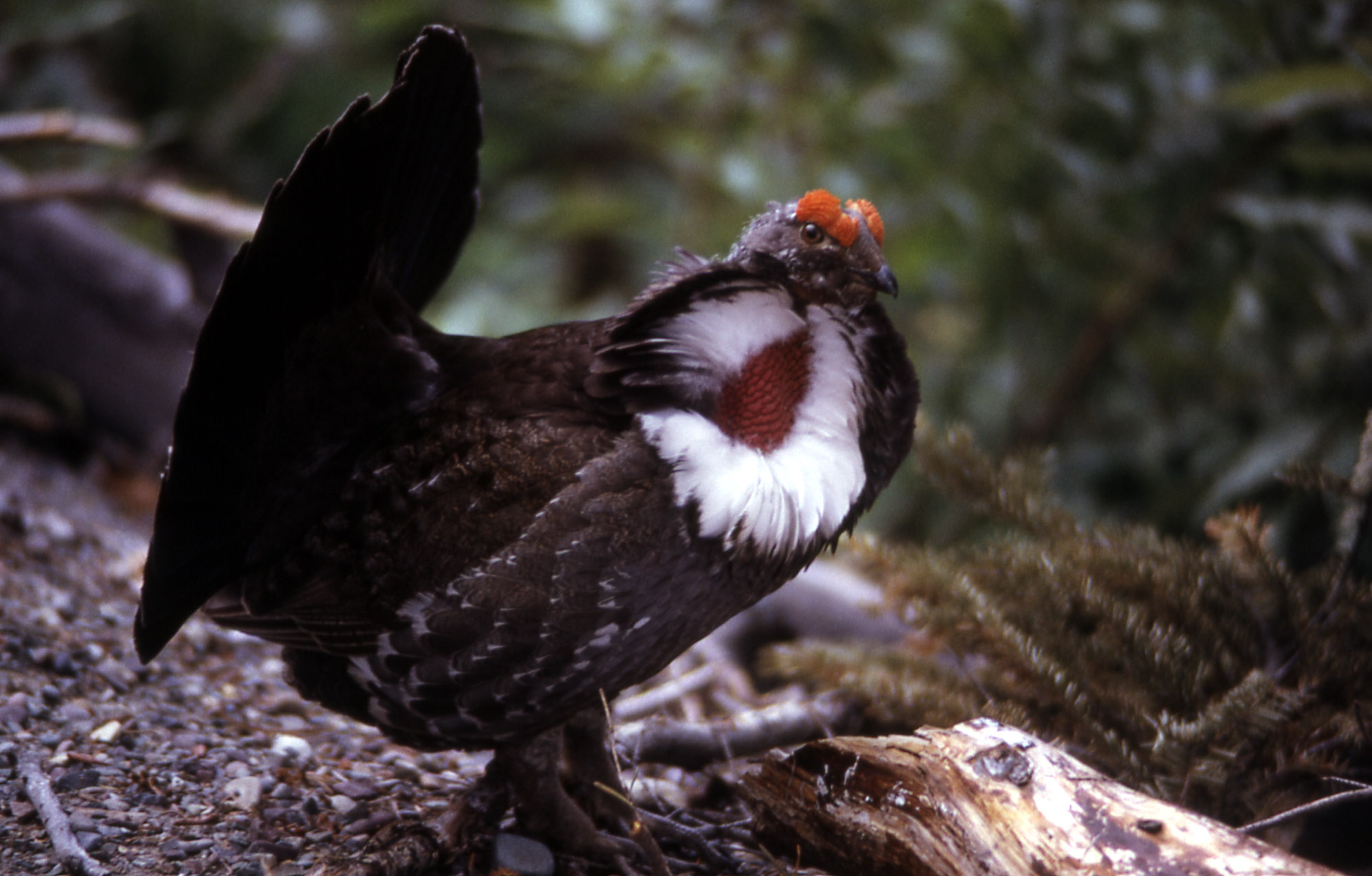
Мешканець ялицевих лісів блакитний тетерук (Dendragapus obscurus)
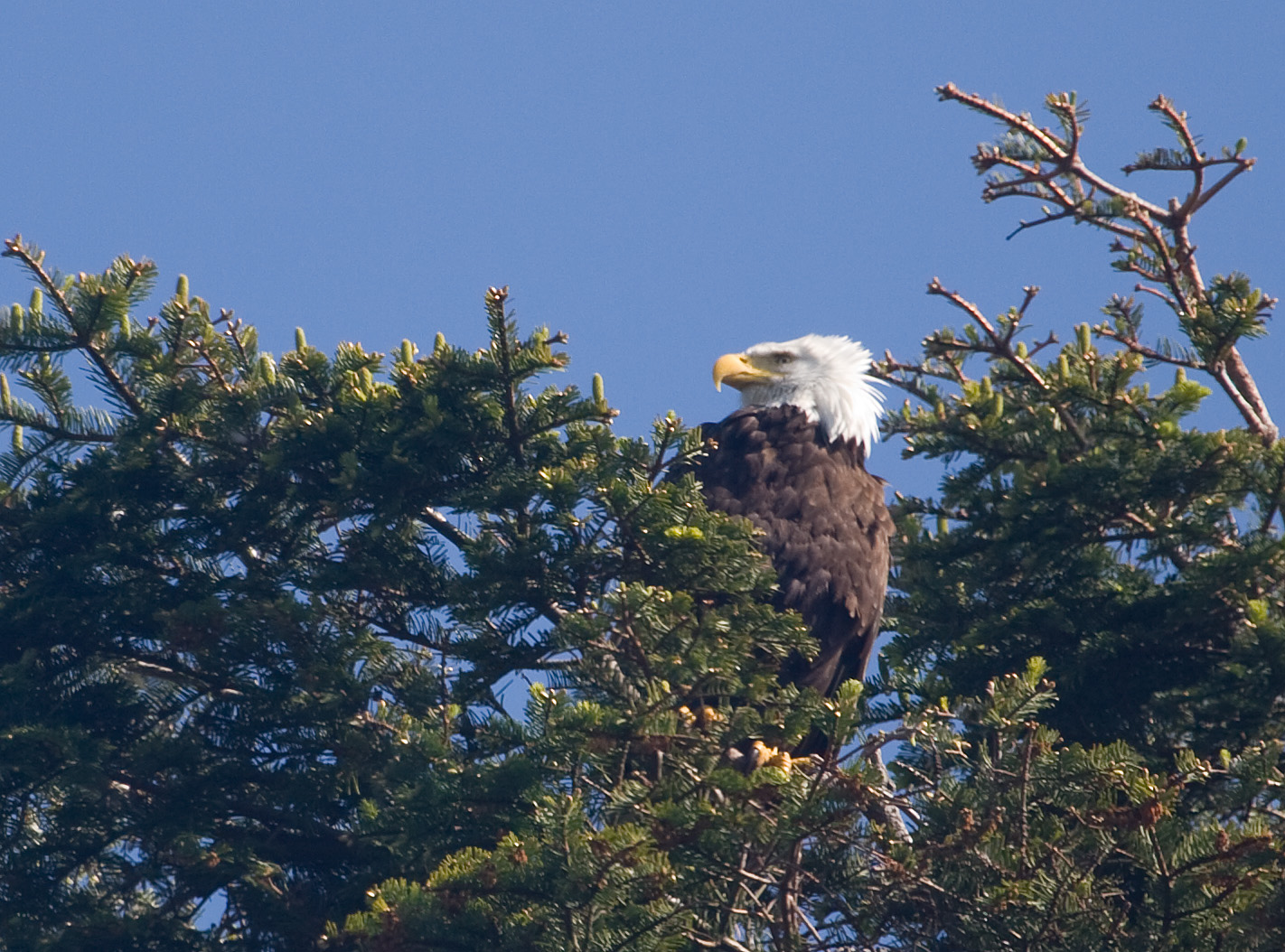
Орлан білоголовий (Haliaeetus leucocephalus) на ялиці

## Загрози та охорона
Хоча вирубка в минулому, і нині ведеться в багатьох частинах ареалу, цей вид відновлюється добре. Цей вид є панівним на багатьох охоронних територіях в межах його великого ареалу.

## В Україні
Зростає на території Закарпатської області в дендропарку Березинка.